# Wat Pah Nanachat

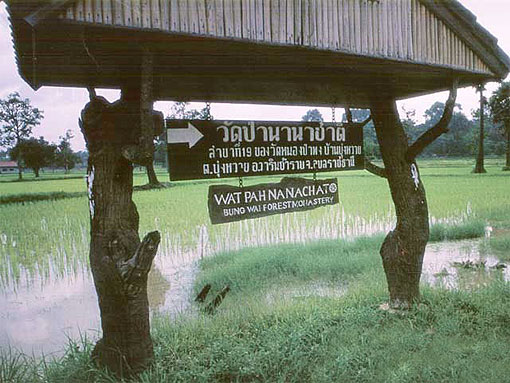
Wat Pah Nanachat

Wat Pah Nanachat (Thai: วัดป่านานาชาติ, Deutsch: „Internationales Waldkloster“ oder „Kloster der vielen Länder“) ist ein buddhistischer Tempel (Wat) in der Nordostregion von Thailand, dem so genannten Isan. Wat Pah Nanachat gehört der thailändischen Waldtradition des Theravada-Buddhismus an. Es liegt im Landkreis (Amphoe) Warin Chamrap in der Provinz Ubon Ratchathani im Tambon Bung Wai.
Weltweite Bekanntheit hat Wat Pah Nanachat dadurch erlangt, dass es als eines der wenigen Ausbildungsklöster für Bhikkhus in einem der Stammländer des Theravada ist, in welchem auch grundsätzlich auf Englisch gelehrt wird. Gegründet wurde es im Jahre 1975 auf Initiative des ehrwürdigen Ajahn Chah hin, der dem zunehmenden internationalen Interesse (vor allen Dingen aus Großbritannien) an dem Lebensstil eines Waldmönches der Theravada-Tradition einen angemessenen Rahmen bieten wollte.
Der erste Abt von Wat Pah Nanachat wurde Ajahn Sumedho, ein US-amerikanischer Bhikkhu, enger Schüler von Ajahn Chah, der im Wat Pah Pong – dem Stammkloster Wat Pah Nanachat – von diesem ausgebildet wurde.
Schüler des Klosters leben heute weltweit in neu gegründeten Klöstern und klösterlichen Gemeinschaften. Unter dem Sammelbegriff der so genannten Forest Sangha haben diese sich lose organisiert. Größtes Kloster dieser westlichen Gemeinschaft ist das Kloster Amaravati, dessen Abt gegenwärtig wiederum der ehrenwerte Ajahn Sumedho ist. Es liegt etwa 50 km nördlich von London.

## Äbte
- Ajahn Sumedho (1975–1977)
- Ajahn Pabhakaro (1977–1979)
- Ajahn Jagaro (1979–1982)
- Ajahn Passano (1982–1996)
- Ajahn Jayasaro (1996–2002)
- Ajahn Nyanadhammo (2002–2007)
- Ajahn Kevali (seit 2007)

## Buchveröffentlichungen
- Forest Path - talks, essays, poems, drawings and photographs from the community at Wat Pah Nanachat, Wat Pah Nanachat Community, 1999 (auf Spendenbasis erhältlich über die Klosteradresse)